# Catedral de San José (Kuching)
La Catedral de San José o simplemente Catedral de Kuching es el nombre que recibe un edificio religioso que está afiliado a la iglesia católica y se encuentra ubicado en la ciudad de Kuching, capital del estado de Sarawak en el norte de la isla de Borneo y al este del país asiático de Malasia.
El templo sigue el rito romano o latino y es la iglesia madre o principal de la arquidiócesis de Kuching (Archidioecesis Kuchingensis; Keuskupan Agung Kuching) que obtuvo su actual estatus mediante la bula «Quoniam Deo favente» del papa Pablo VI.
Esta bajo la responsabilidad pastoral del obispo John Ha Tiong Hock.